# Geert Jan Beeckman
Geert Jan Beeckman (Welle, 1961) is een Vlaamse dichter.
Hij debuteerde bij Uitgeverij P met 'Diep in het seizoen' (2007) waarmee hij de Herman de Coninckprijs (2008) won voor het beste debuut. Datzelfde jaar ontving hij ook de Mark Braet poëzieprijs voor zijn gedicht ‘Bloesem’. In 2011 publiceerde hij de bundel 'Hersenneerslag'. In 2015 publiceerde hij zijn derde bundel 'Bloedgroepen' ook bij Uitgeverij P.
In 2021 verscheen zijn vierde bundel 'Woestijnzucht' bij Uitgeverij P.
In december 2022 verscheen bij Snoeck Publichers de bundel 'Aardelingen' een samenwerking met fotograaf Eddy Verloes en pianist Jef Neve. 
In april 2024 verscheen bij Uitgeverij P zijn zesde bundel 'Archipel'. 
Hij publiceerde  gedichten in o.a. Poëziekrant, Het Liegend Konijn, Deus Ex Machina, Ballustrada, De Vallei, Meander en Digther. Zijn gedichten werden opgenomen in verschillende bloemlezingen zoals ‘Geef mij de tijd’ (Uitgeverij Muntinga Amsterdam, 2008),‘Naakt lopen met je hersenen’ (Van Gennep, 2012), ‘De 100 beste gedichten’ (VSB poëzieprijs 2013 & 2016 uitgave De Arbeiderspers), ‘De Nederlandse Poëzie van de twintigste eeuw en de eenentwintigste eeuw in 1000 en enige verzen’ ( 2016 ) samengesteld door Ilja Leonard Pfeiffer uitgave Prometheus Amsterdam.
Sinds 2016 opgenomen in de lijst Auteurslezingen bij Literatuur Vlaanderen. Zijn werk werd geselecteerd voor de tentoonstelling ‘Uit het nest geroofd’ naar aanleiding van vijftien jaar Het Liegend Konijn. Poëzie & Beeldende kunst (2017)
In 2018 en 2024 genomineerd voor de Melopee Poëzieprijs. 
Verder leverde hij gedichten aan voor tentoonstellingen in combinatie met beeldende kunst en is hij verbonden aan het S.M.A.K. waarvoor hij recensies en impressies schrijft bij tentoonstellingen en installaties.

## Prijzen en nominaties
- 1999 - Genomineerd voor Poëzieprijs van het Waasland voor Zee
- 2000 - Genomineerd voor Jules Van Campenhoutprijs voor Iets onbestemds is voorbij
- 2001 - Laureaat Groot Gelijk gedicht - Radio 1 (VRT) voor  Doortocht
- 2018 - Genomineerd voor Melopee Poëzieprijs voor Weeshuis
- 2024 - Genomineerd voor Melopee Poëzieprijs voor Monoloog
- 2008 - Herman de Coninck debuutprijs voor Diep in het seizoen
- 2008 - Laureaat Mark Braet poëzieprijs van de stad Brugge voor Bloesem